# Fra Diavolo (rosa)
Fra Diavolo è una varietà di rosa moderna classificata tra gli Ibridi di Tea.

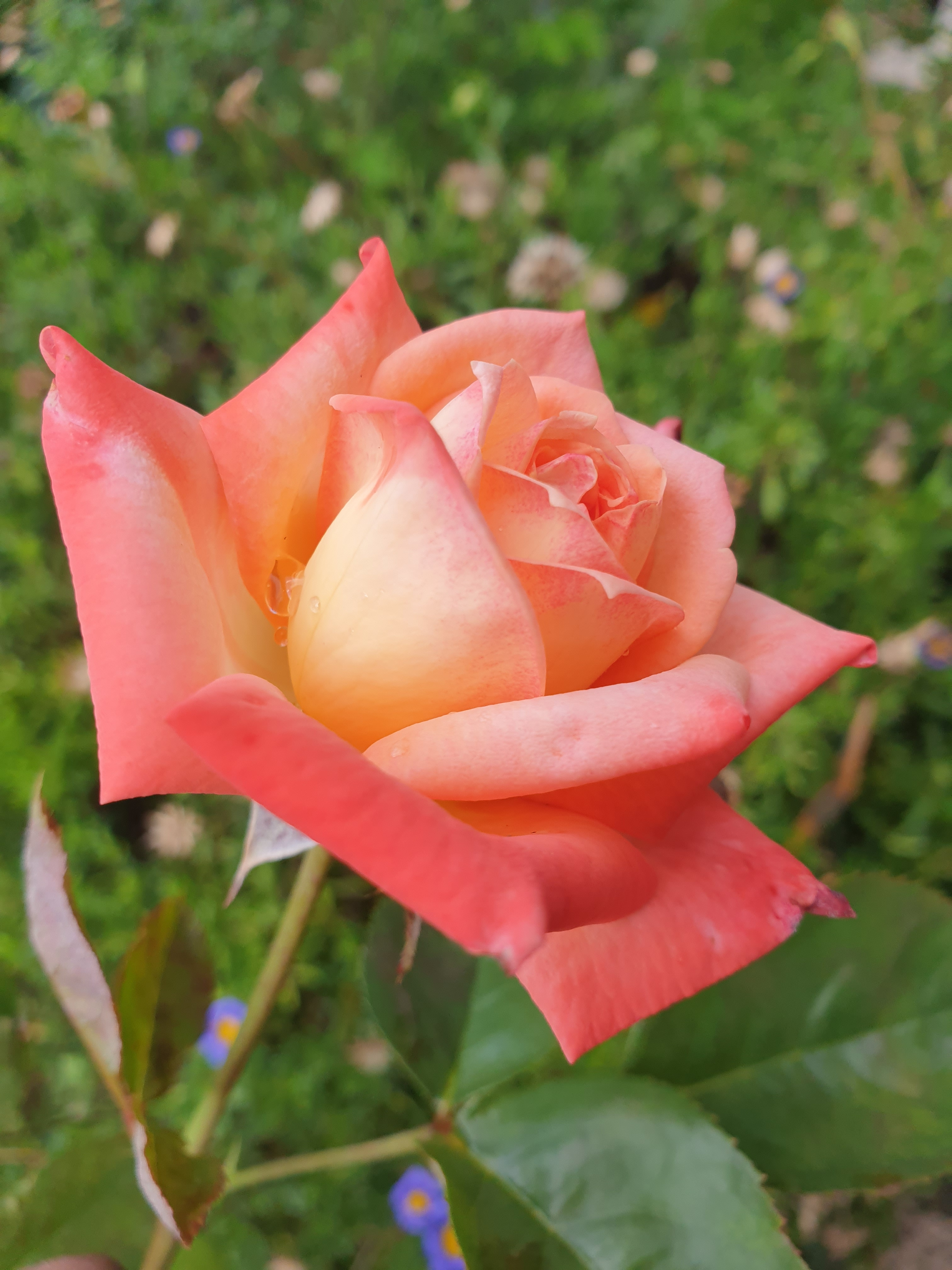
Fioritura rosa Fra Diavolo - Museo del Brigantaggio di Itri (LT)

Creata nel 1992 dall'ibridatore Ungherese Gergely Márk prende il nome dal celebre militare e brigante italiano.

## Descrizione
Il rosaio, di media grandezza, folto e dalla forma arbustiva presenta fogliame verde lucido intenso. Il fiore, moderatamente profumato di te, solitario ed a forma di coppa piena e mediamente doppia(25 petali circa), presenta una colorazione che varia dal giallo crema al corallo all'arancio/salmone. Caratteristica dei fiori è che dopo alcuni giorni dall'apertura i petali tendono a rotolare indietro lungo i bordi divenendo così acuminati. Anche la colorazione tende a mutare con le stagioni e con la maturazione del fiore.
Molto generosa nella fioritura primaverile rifiorisce in modo sparso fino ai primi freddi.

## Diffusione
Coltivata in vari giardini dell'Est Europa in Italia è possibile ammirarne un esemplare presso il Roseto di Roma ed uno nel giardino del Museo del Brigantaggio di Itri in Provincia di Latina, patria del militare borbonico Frà Diavolo (esemplare donato al museo da una visitatrice alcuni anni addietro).